# Rurouni Kenshin (film)
Rurouni Kenshin (るろうに剣心?, Rurōni Kenshin) è un film giapponese uscito il 25 agosto del 2012, live action liberamente adattato dal manga Kenshin - Samurai vagabondo di Nobuhiro Watsuki e dal relativo anime.
Il film segue abbastanza fedelmente le avventure dei primi capitoli del manga, condensandole in un'unica vicenda organica. Sono presenti quasi tutti i personaggi principali, caratterizzati in maniera fedele.

## Trama
Mentre le forze imperialiste celebrano la loro vittoria nella battaglia di Toba-Fushimi, un partecipante noto come Hitokiri Battōsai si allontana dal campo di battaglia, abbandonando la sua spada. Ma la vecchia katana di Battōsai non è lasciata sola. È rivendicato da uno dei caduti, Jinne Udo.
Un decennio dopo, Hajime Saitō e i suoi colleghi poliziotti indagano sull'omicidio di un poliziotto sotto copertura presumibilmente per mano di Battōsai. Ma Saitō non è convinto e sospetta di Kanryū Takeda, un ricco, ma crudele uomo d'affari. Nel frattempo, l'ex Battōsai (ora chiamato Kenshin Himura) arriva a Tokyo. Mentre vaga per le sue strade, incontra Kamiya Kaoru, la proprietaria della scuola di Kendo del suo defunto padre. Con il nome del suo dojo imbrattato da uno che porta il nome di Battōsai, lo attacca credendolo il famoso assassino, ma viene smentito quando Kenshin rivela di portare solo una "spada a lama rovesciata" (逆刃刀?, sakabatō).
Altrove, Takani Megumi, una donna costretta a produrre oppio per Kanryū Takeda, fugge e si rivolge alla polizia per un rifugio sicuro dopo aver assistito alla morte degli altri produttori di oppio. Tuttavia, Jinne Udo, al servizio di Kanryū, le dà la caccia, uccidendo tutti nella stazione di polizia. Fortunatamente, fugge nel caos che ne consegue.
Kaoru incrocia la strada con Jinne, il vero autore dell'uccisione sotto lo stile di spada del suo dojo. Non può assolutamente competere con lui, viene ferita nel combattimento, ma Kenshin appare dal nulla e la salva. Jinne capisce immediatamente l'identità nascosta di Kenshin come il vero Battōsai, prima che uno sciame di poliziotti si precipiti sulla scena, dando a Kenshin e Kaoru la possibilità di fuggire. Kaoru conduce Kenshin al suo dojo dove saranno al sicuro. Più tardi, un gruppo di teppisti guidati da Kanryū Takeda tenta di impadronirsi del dojo. Kenshin picchia l'intera banda senza uccidere nemmeno uno prima dell'arrivo della polizia. Kenshin si prende la colpa dell'incidente e si fa arrestare per evitare che il dojo di Kaoru venga incolpato della violenza. Ben presto, Saitō lo riconosce, lo combatte brevemente quando si rifiuta di aiutare la polizia perché ha giurato di non uccidere di nuovo e poi lo rilascia. Dopo il suo rilascio, viene accolto da Kaoru che sa che Kenshin non è il Battōsai che aveva diffamato il suo dojo e lo riporta al dojo. Kenshin in seguito si trasferisce con Kaoru e il suo unico studente, il ragazzo Yahiko Myōjin.
Ancora in corsa per le strade per la sua vita, Megumi si imbatte in Yahiko che la aiuta a nasconderla e la porta al dojo dove viene presentata a tutti. Kaoru offre a tutti una cena sukiyaki al ristorante Akabeko, solo per avere l'occasione rovinata da Kanryū che arriva e si offre di assumere Kenshin, che umilmente rifiuta. Qui, viene sfidato da Sanosuke Sagara per il lavoro e lasciano l'establishment per combattere.
Più tardi quella sera, Jinne inizia una follia omicida lasciando molti cadaveri che la polizia troverà il giorno seguente. Kenshin assiste all'orrore, così come una donna in lutto per la morte del suo amante. Questo evoca un ricordo per Kenshin dai suoi anni come assassino quando ha visto una donna in lutto per un uomo che aveva ucciso, un combattimento con la spada che ha lasciato una cicatrice sul suo viso. Più tardi quella notte, un uomo mascherato che lavora per Kanryū avverte Megumi dei pericoli in arrivo.
Il giorno dopo le persone intorno al dojo si ammalano a causa del veleno per topi che contamina i pozzi della comunità. Megumi sospetta che sia colpa di Kanryū e aiuta fornendo farmaci per le vittime. Arrabbiata con Kanryū, Megumi tenta di ucciderlo, ma fallisce e viene invece tenuta in ostaggio dal ricco spacciatore. Sconfiggendo tutti i suoi uomini, Kenshin e Sanosuke attaccano la villa di Kanryū nella speranza di salvare Megumi. Saitō li aiuta a sottomettere Kanryū, che è armato di una minigun. Salvano Megumi, ma scoprono che Jinne, il falso Battōsai, ha rapito Kaoru.
Kenshin insegue Jinne. Per provocare ulteriormente Kenshin, Jinne usa una tecnica speciale che paralizza i polmoni di Kaoru e può essere annullata solo con la sua morte. Dopo un'intensa battaglia, Kenshin ferisce gravemente Jinne frantumandogli il gomito con il fodero. Prima che Kenshin potesse sferrare il colpo mortale, Kaoru supera la paralisi e impedisce a Kenshin di uccidere Jinne. Jinne si suicida, dicendo a Kenshin prima del suo ultimo respiro che colui che vive di spada deve morire di spada, un tema ricorrente, in contrasto con il voto di Kenshin di non uccidere mai più. Nel frattempo Kanryū e i suoi uomini vengono arrestati.
Kenshin, stanco e ferito, riporta Kaoru privo di sensi al dojo. Riposano, affidati alle cure di Megumi e Yahiko. Al risveglio, Kaoru non vede Kenshin e va a cercarlo. Lo trova con delle verdure e si solleva dalla paura che possa essersi allontanato definitivamente.

## Personaggi
- Kenshin Himura interpretato da Takeru Satō, un ex assassino diventato vagabondo che ha fatto voto di non uccidere mai più.
- Kaoru Kamiya interpretata da Emi Takei, la proprietaria di una scuola di Kendo lasciatale da suo padre.
- Sanosuke Sagara interpretato da Munetaka Aoki, un combattente di strada che fa amicizia con Kenshin.
- Megumi Takani interpretata da Yū Aoi, uno dei produttori forzati di oppio di Kanryū, anche se proviene da una famosa famiglia di medici e guaritori.
- Yahiko Myōjin interpretato da Taketo Tanaka, un giovane ragazzo e unico studente di Kaoru al dojo.
- Hajime Saitō interpretato da Yōsuke Eguchi, un ex membro della Shinsengumi che ora lavora per il governo Meiji come ufficiale di polizia sotto il nome di Fujita Gorō.
- Jinne Udo interpretato da Kōji Kikkawa, uno degli uomini di Kanryū e sopravvissuto alla battaglia di Toba-Fushimi.
- Gein interpretato da Gō Ayano, un altro degli uomini di Kanryū.
- Banjin Inui interpretato da Genki Sudo, un altro degli uomini di Kanryū.
- Kanryū Takeda interpretato da Teruyuki Kagawa, uno spietato uomo d'affari.
- Akira Kiyosato interpretato da Masataka Kubota.
- Yamagata Aritomo interpretato da Eiji Okuda.
- Tae Sekihara interpretato da Kaoru Hirata.
- Tsubame Sanjō interpretata da Mei Nagano.
- Kogorō Katsura interpretato da Ichirōta Miyagawa.

## Produzione
Il 28 giugno 2011 è stato annunciato un adattamento cinematografico live-action di Rurouni Kenshin. Prodotto dalla Warner Bros., con la produzione cinematografica effettiva dello Studio Swan, il film è stato diretto da Keishi Ōtomo e interpretato da Takeru Satō come Kenshin, Munetaka Aoki come Sanosuke Sagara ed Emi Takei come Kaoru. Ōtomo disse che mirava a rendere il live-action più complesso rispetto alla versione originale del manga. Il film è stato pubblicato il 25 agosto 2012, e lo staff mira a pubblicare il film a livello internazionale e alla fine fare una serie.
Nel 2012, Nobuhiro Watsuki ha rivelato che non rifiuta mai un progetto offerto, che si tratti di un film, un anime o un gioco e che la prima offerta per un adattamento cinematografico live-action di Rurouni Kenshin è arrivata poco dopo la fine del manga. Ma questo svanì prima che iniziasse qualsiasi vera discussione, quindi sentì che un film non sarebbe mai accaduto. Ha ricevuto un'altra offerta circa tre anni fa e finalmente si è concretizzata dopo lunghe discussioni. Watsuki ha detto di essere stato coinvolto solo nella fase di scrittura della sceneggiatura, scrivendo la prima metà e controllando la seconda metà scritta da altri, ma gli è stato detto che la sceneggiatura poteva essere cambiata a discrezione del regista. Il creatore originale ha detto di essere in linea di massima soddisfatto del film.
Ōtomo ha trovato Satoh adatto al personaggio di Kenshin dopo che i due hanno lavorato insieme in un film precedente. Dopo aver scelto Takeru Satoh come protagonista, il produttore Shinzō Matsuhashi commentò: "Satoh ha l'aspetto e la statura per essere un vero Kenshin". Watsuki ha aggiunto che quando questo progetto era appena iniziato, lui e sua moglie stavano discutendo su chi avrebbe dovuto interpretare Kenshin, e hanno deciso che Satoh era in cima alla lista.
Satoh in seguito ha commentato: "Il ruolo di Kenshin è quello di un personaggio ben noto, quindi penso che sia necessaria una recitazione affascinante. Vorrei creare l'immagine di Kenshin con lo staff, rimanendo fedele ai dettagli. Farò del mio meglio, quindi per favore non vedo l'ora".
Watsuki ha elogiato Satoh per il ruolo: "Quando questo progetto è appena iniziato, io e mia moglie stavamo parlando di chi si sarebbe adattato al ruolo di Kenshin, e Satoh Takeru-san è stato quello che ci è venuto in mente per primo. Quindi, quando è stato confermato (che Satoh assumerà il ruolo), sono rimasto sorpreso, ma ero anche molto felice. Non vedo l'ora di vedere la sua meravigliosa recitazione".

## Distribuzione
Rurouni Kenshin è uscito nelle sale cinematografiche il 25 agosto 2012 in Giappone. Il film è stato distribuito in Corea del Sud per il Busan International Film Festival il 5 ottobre 2012. Uscito per la Spagna all'annuale Sitges Film Festival il 10 ottobre 2012. Il film ha debuttato a Hong Kong il 6 dicembre 2012. È stato anche distribuito nelle sale nelle Filippine il 5 dicembre 2012 (SM Cinema) guadagnando il secondo posto nel Box Office filippino nella sua prima settimana.
È stato pubblicato in DVD e Blu-ray in Giappone il 26 dicembre 2012. Il film è stato concesso in licenza per la distribuzione in oltre 60 paesi in Europa, America Latina e Asia. L'edizione limitata è disponibile in una scatola speciale, con digipack speciale, una colonna sonora e un taccuino Rurouni Kenshin. Altri contenuti includono anche commenti del cast e dello staff, spot televisivi, dietro le quinte e tutti i trailer inclusi, oltre al PV di One OK Rock della loro canzone "The Beginning".
Il film è uscito in Nord America il 14 dicembre 2012, per il LA EigaFest 2012 e si è tenuto in concomitanza con l'American Cinematheque all'Egyptian Theatre di Hollywood. Il regista, Keishi Ōtomo, ha partecipato alla cerimonia di inaugurazione e di apertura sul tappeto rosso. Oltre a Rurouni Kenshin, la line-up del 2012 presenta alcuni dei film usciti dal Giappone nell'ultimo anno. Una proiezione speciale di quattro cortometraggi selezionati sarà presentata in collaborazione con lo Short Shorts Film Festival & Asia.
Il film è stato proiettato nel Regno Unito il 4 ottobre 2013.
Il film è stato distribuito in Blu-ray e DVD da Funimation il 1º novembre 2016, in Nord America con il titolo Rurouni Kenshin: Origins, che include una versione doppiata in inglese del film, con un rating TV-MA.

## Accoglienza

### Incassi
Il film è diventato l'undicesimo film giapponese di maggior incasso del 2012, guadagnando 3,01 miliardi di yen al botteghino giapponese quell'anno. A livello internazionale, il film ha incassato 37,7 milioni di dollari.

### Critica
Il film ha ricevuto recensioni per lo più positive da parte della critica. Deborah Young, scrivendo per The Hollywood Reporter, ha elogiato il film al Busan Film Festival, dicendo che "la coreografia è veloce e furiosa e i combattimenti con la spada mostrano abilmente le incredibili abilità di Battosai. L'energica colonna sonora di Naoki Satō colpisce le scene d'azione a un ritmo barbaro". Michelle Nguyen di Geek.com ha ritenuto che il film "tratti il materiale originale con rispetto e amore" e ha detto che "... è molte cose: in parte dramma storico giapponese, in parte film d'azione e in parte viaggio emotivo nostalgico. "Più che una semplice nostalgia, vedere Rurouni Kenshin in carne e ossa è una profonda esperienza simile a quella di un arrivo a Gesù sia per i fan del franchise che per i nuovi arrivati. Abbiamo finalmente un film che mostra come dovrebbe essere un adattamento live action di un anime. Rurouni Kenshin irrompe sullo schermo con il cuore e con la spada, proprio come suggerisce il suo nome".
Nick Creamer di Anime News Network ha assegnato al film una "A", affermando che "Rurouni Kenshin si appoggia intelligentemente su uno dei grandi vantaggi del materiale originale: la natura intrinsecamente avvincente della transizione dall'era Tokugawa all'era Meiji. Gran parte del potere tematico ed emotivo del film deriva dall'intensità di quella transizione – più che una semplice storia di scontri tra samurai, presenta un argomento per entrambi i lati grandi e terribili di entrambe le epoche -" e continua dicendo "Nel complesso, consiglio vivamente Rurouni Kenshin: Origins sia ai fan dell'originale che ai fan dei film d'avventura in generale. Rurouni Kenshin è ricco di azione, pieno di personaggi sorprendenti e composto energicamente, attingendo anche in modo intelligente al contesto toccante del suo materiale originale. È un momento fantastico".
Nobuhiro Watsuki ha elogiato il film. Durante un'intervista con Weekly Shonen Jump Alpha, ha commentato: "Era giusto! Takeru Satoh ha interpretato bene la doppia personalità di Kenshin. Era veramente Kenshin. Yōsuke Eguchi che interpretava Saitō Hajime, Kōji Kikkawa che interpretava Udō Jin-e e Munetaka Aoki che interpretava Sagara Sanosuke hanno davvero assunto le espressioni e i movimenti dei loro personaggi nelle sequenze d'azione. Mi ha attirato, specialmente la scena con la posa Gatotsu di Saitō. Mi ha fatto venire i brividi lungo la schiena! Ho pensato che Emi Takei che interpreta Kamiya Kaoru fosse davvero carina e che anche Yū Aoi che interpreta Takani Megumi fosse fantastica, e nelle parti del film che sentivo di non aver spiegato abbastanza bene nel manga sono state migliorate. In realtà c'erano battute nel film che mi hanno fatto pensare 'Voglio usare quella frase nel manga'.
Una recensione più negativa è arrivata da Variety, con la critica di Hong Kong Maggie Lee che ha scritto che "Anche se il film di 134 minuti si risveglia ogni volta che c'è una sequenza d'azione, la storia è troppo pedonale per coinvolgere, e l'eccitazione diminuisce ogni volta che l'esposizione drammatica prende il sopravvento". Lee ha anche detto che il ritratto di Takei e Satoh della relazione romantica dei loro personaggi "sembrava privo di passione", e che Egawa e Aoi sembravano "insignificanti nei loro ruoli di supporto piatti".

## Riconoscimenti
- 2012 - Miglior film a Keishi Ōtomo
- 2013 - Nuova arrivata a Emi Takei

## Sequel
Quando il film è stato annunciato per la prima volta, è stato riferito che il team di produzione aveva speranze di creare una serie.
Il numero di agosto 2013 di Jump Square. ha annunciato che un sequel in due parti sarebbe stato pubblicato contemporaneamente nell'estate del 2014. Questi film sono conosciuti come Rurouni Kenshin: Kyoto Inferno e Rurouni Kenshin: The Legend Ends, Takeru Satō, Emi Takei ed Yōsuke Eguchi, riprendono i loro ruoli rispettivamente di Kenshin, Kaoru e Saitō. È stato annunciato che Tatsuya Fujiwara è stato scelto per il ruolo di Makoto Shishio, così come il ritorno del regista Keishi Ōtomo. Il 30 luglio, fu rivelato che Ryūnosuke Kamiki e Yūsuke Iseya erano stati scelti come Sōjirō Seta e Aoshi Shinomori. Il 4 agosto 2013, gli attori Min Tanaka, Kazufumi Miyazawa, Yukiyoshi Ozawa, Maryjun Takahashi e Ryōsuke Miura sono stati presentati come Nenji Kashiwazaki/Okina, Toshimichi Ōkubo, Hirobumi Itō, Yumi Komagata e Chō Sawagejō. Kaito Ōyagi sostituì Taketo Tanaka come Yahiko. Il 30 agosto 2013, Tao Tsuchiya è stata annunciata per essere Makimachi Misao.
Nell'aprile 2019, Warner Bros. Japan ha annunciato che un quarto e un quinto film erano in produzione. Satoh ha ripreso il suo ruolo di Kenshin e Ōtomo è tornato a dirigere, i film erano previsti per l'estate 2020. Il 27 maggio 2020, è stato annunciato sul sito ufficiale che le date di uscita dei due sequel sono state posticipate a causa della pandemia di COVID-19. Il 4 dicembre 2020 sono state annunciate le nuove date insieme ai titoli del sequel e alla versione rinnovata della locandina del film. Rurouni Kenshin: The Final è stato pubblicato il 23 aprile 2021, mentre Rurouni Kenshin: The Beginning è stato distribuito il 4 giugno 2021.